# Heilig Hartbeeld (Kaatsheuvel, Erasstraat)
Het Heilig Hartbeeld is een standbeeld in de Nederlandse plaats Kaatsheuvel.

## Achtergrond
Het neogotisch Heilig Hartbeeld werd geplaatst bij het klooster van de Zusters van Liefde. 
Het beeld werd in een grotere oplage gemaakt, identieke beelden (soms zonder kruisnimbus) staan in onder andere Geldrop, Riel, Teteringen en Waspik.

## Beschrijving
Het beeld is een blootsvoetse, staande Christusfiguur, naar het voorbeeld van het mozaïek Christus in majesteit in de Parijse Basilique du Sacré-Cœur. Hij is gekleed in een lang gewaad en houdt zijn armen wijd gespreid, in zijn handen toont hij de stigmata. Op zijn borst is te midden van een stralenkrans het vlammende Heilig Hart zichtbaar, omwonden door een doornenkroon en bekroond met een klein kruis. Achter zijn hoofd is een kruisnimbus geplaatst. Het beeld is deels beschilderd.
Aan de voorkant van de grijze sokkel is een plaquette aangebracht met de tekst 

H. HART VAN JEZUS ZEGEN ONS